# Theraphosa stirmi
Theraphosa stirmi là một loài nhện trong họ Theraphosidae. Chúng được miêu tả năm 2010 bởi Rudloff en Weinmann.